# Павлось Антін
Антін Павло́сь (нар. 8 червня 1905, Гостинне — пом. 4 вересня 1954, Сент Пол) — український скульптор.

## Біографія
Народився 8 червня 1905 року в селі Гостинному (тепер Грубешівський повіт Люблінського воєводства, Польща). У 1930—1935 роках навчався в Львівській художньо-промисловій школі у  Юзефа Стажинського, відвідував Мистецьку школу Олекси Новаківського. Після Другої світової війни жив у США.
Помер  4 вересня 1954 року в місті Сент Полі (штат Міннесота).

## Творчість
Працював у гіпсі, теракоті, мармурі та бронзі. Автор портретів й фігурних композицій. Твори:
- пам'ятники-бюсти Тараса Шевченка, Богдана Хмельницького, Данила і Романа Галицьких;
- «Портрет О. Новаківського» (1934, Національний музей у Львові[1]);
- «Крилос-княгиня», «Мати», «Жниця», «Материнство».